# Liparis dunnii
Liparis dunnii är en orkidéart som beskrevs av Robert Allen Rolfe. Liparis dunnii ingår i släktet gulyxnen, och familjen orkidéer. Inga underarter finns listade i Catalogue of Life.